# Taonan
Koordinaten: 45° 20′ N, 122° 46′ O
Taonan (洮南市,  Táonán Shì) ist eine chinesische kreisfreie Stadt in der Provinz Jilin im Nordosten Volksrepublik China. Als kreisfreie Stadt ist sie Teil des Verwaltungsgebietes der bezirksfreien Stadt Baicheng. Sie hat eine Fläche von 5.103 km² und zählt 432.122 Einwohner (Stand: Zensus 2010).

## Administrative Gliederung
Auf Gemeindeebene setzt sich Taonan aus acht Straßenvierteln, fünf Großgemeinden und elf Gemeinden (davon zwei der Mongolen) zusammen. 